# Social Cues
Social Cues ("Dicas Sociais", do Inglês), é o quinto álbum da banda de rock americana Cage The Elephant. O álbum foi anunciado no dia 31 de Janeiro de 2019 e lançado no dia 19 de Abril de 2019. Social Cues ganhou um prêmio por Melhor Álbum de Rock  no 62º Grammy Awards.
| Nº                      | Título                       | Compositores                                                                                    | Duração |
| ----------------------- | ---------------------------- | ----------------------------------------------------------------------------------------------- | ------- |
| 1                       | "Broken Boy"                 | B. Shultz, Tichenor, Champion, M. Shultz, Minster, Bockrath, John Hill                          | 2:43    |
| 2                       | "Social Cues"                | B. Shultz, Tichenor, Champion, M. Shultz, Minster, Bockrath, Hill                               | 3:39    |
| 3                       | "Black Madona"               | Matt Shultz                                                                                     | 3:47    |
| 4                       | "Night Running" (part. Beck) | B. Shultz, Tichenor, Champion, M. Shultz, Minster, Bockrath, Beck Hansen, Natalie Belle Bergman | 3:28    |
| 5                       | "Skin and Bones"             |                                                                                                 | 3:16    |
| 6                       | "Ready to Let Go"            |                                                                                                 | 3:08    |
| 7                       | "House of Glass"             |                                                                                                 | 2:35    |
| 8                       | "Love's The Only Way"        |                                                                                                 | 4:01    |
| 9                       | "The War is Over"            |                                                                                                 | 3:16    |
| 10                      | "Dance Dance"                | B. Shultz, Tichenor, Champion, M. Shultz, Minster, Bockrath, Hill                               | 3:10    |
| 11                      | "What I'm Becoming"          |                                                                                                 | 3:50    |
| 12                      | "Tokyo Smoke"                |                                                                                                 | 3:26    |
| 13                      | "Goodbye"                    |                                                                                                 | 4:16    |
| Tempo total de duração: | Tempo total de duração:      | Tempo total de duração:                                                                         | 44:35   |

## Equipe
Créditos adaptados.

### Cage The Elephant
- Nick Bockrath - guitarra solo, pedal steel, lap steel, teclados, celeste, violoncelo
- Jared Champion - bateria, percussão
- Matthan Minster - piano, teclados, guitarra base, vibrafone, vocais de apoio
- Brad Shultz - guitarra base, teclados
- Matt Shultz - vocal principal, guitarra base
- Daniel Tichenor - baixo

### Músicos Adicionais
- Elliot Bergman - trompa
- Jacob Braun - violoncelo
- Charlie Bisharat - violino
- David Campbell - arranjos de cordas, maestro
- Matt Combs - violoncelo, violino, viola
- Gina Corso - violino
- Kyle Davis - percussão
- Mario Deleon - violino
- Lisa Dodlinger - violino
- Andrew Duckles - viola
- Beck - vocais
- John Hill - teclados
- Leah Katz - viola
- Ginger Murphy - violoncelo
- Sara Parkins - violino
- Kerenza Peacock - violino
- Katie Schecter - vocais de apoio
- Dave Stone - baixo
- Steve Trudell - empreiteiro de cordas
- The W. Crimm Singers - vocais de apoio

### Produção
- Rob Cohen – engineer
- Tom Elmhirst – mixing
- Jeremy Ferguson – engineer
- David Greenbaum – engineer
- John Hill – producer
- Randy Merrill – mastering at Sterling Sound

## Paradas (Charts)
| Parada                      | Posição |
| --------------------------- | ------- |
| Austrália (Ö3 Austria)      | 47      |
| Bélgica (Ultratop Flanders) | 72      |
| Canadá (Billboard)          | 21      |
| Holanda (Album Top 100)     | 59      |
| França (SNEP)               | 146     |
| Lituânia (AGATA)            | 36      |
| Portugal (AFP)              | 31      |
| Escócia (OCC)               | 22      |
| Suíça (Schweizer Hitparede) | 38      |
| Inglaterra (OCC)            | 79      |
| EUA (Billboard 200)         | 21      |